# Беляков, Юрий Ефимович
Ю́рий Ефи́мович Беляков (19 декабря 1937 — 9 апреля 2001) — советский футболист, нападающий.
Бо́льшую часть карьеры провёл в ташкентских клубах «Пахтакор» (1957, 1960—1964) и «Трудовые резервы» (1958—1959). В чемпионате СССР в 1960—1963 годах сыграл 106 матчей, забил 18 голов. В 1965 году играл за «Спартак» Самарканд, в 1966 — в составе «Металлурга» Алмалык.